# Edme Rameau de Saint-Père
Pour les articles homonymes, voir Saint-Père et Rameau.
Edme Rameau de Saint-Père, né à Gien le 5 février 1820 et mort à Adon le 15 décembre 1899, est un journaliste, sociologue, historien et démographe français. Journaliste sous la Seconde république, il écrit dans l’Ère nouvelle et la République universelle et milite chez les libéraux ultramontains puis chez les démocrates chrétiens. Sous le Second Empire, il renonce à la politique et devient un spécialiste de l’histoire et de la démographie des Français du Canada. Disciple de Le Play, il écrit la première histoire scientifique des Acadiens et œuvre pendant 40 ans à la renaissance de la nation acadienne.

## Formation (1820-1848)
Edme Rameau de Saint-Père est le fils de François Adolphe Rameau de Saint-Père (1789-1822) et de Marie Apolline Corbin de Grandchamp (1796-1822). Du côté de son père, il descend d’une famille de magistrats du Nivernais. Son grand-père François Louis Rameau de Chassenait était maire de Gien de 1799 à 1820, son grand-oncle Jean-François Rameau de Montbenoît a été député de l’Assemblée législative et a été guillotiné avec son frère sous la Terreur. La famille de sa mère qui appartenait à la noblesse de finance de Bourges et de la haute administration royale à Versailles, a beaucoup perdu avec la Révolution : privilèges, charges prestigieuses et rémunératrices, proximité du pouvoir royal, fortunes placées en rentes. À la suite de la mort soudaine de leurs deux parents, Edme Rameau et son frère Ludovic sont recueillis à Bourges par leur grand-mère maternelle Apolline Corbin de Grandchamp (1775-1848). Leur oncle Louis Benjamin Rameau de Saint-Père devient leur tuteur. Ils grandissent au sein d’une famille Corbin qui appartient à l’élite ultra-royaliste et ultramontaine de Bourges sous la Restauration. Edme fait ses études à Bourges puis au collège de Pontlevoy où l’enseignement associe les humanités, les sciences, les arts, les sports et la vie sociale.
Les frères Rameau héritent à leur majorité de biens fonciers considérables dans le Loiret. Edme Rameau va faire son droit à Paris en novembre 1838 et loge à la pension d’Emmanuel Bailly qui accueille les « jeunes gens de province dont la foi monarchique et religieuse s’est forgée dans un terroir et une famille qui portent une culture contre-révolutionnaire ». Enivré par sa liberté après une enfance trop sage, Rameau plonge dans « l’effervescence intellectuelle qui gagne la jeunesse catholique des années 1830 et 1840 » et va prendre de la distance vis-à-vis de l’éducation rigide et conservatrice qu’il a reçue. Mais il reste fidèle à ce qui est pour lui l’essentiel, sa foi chrétienne qui se nourrit des souvenirs pieux de son enfance. Il devient membre de la Société de Saint-Vincent-de-Paul qui propose à des laïcs bénévoles de rendre visite à domicile aux familles pauvres. Rameau est reçu bachelier en juin 1841, licencié en avril 1843 et soutient sa thèse de droit. Passionné par la politique, il renonce à devenir avocat et pense avec les libéraux ultramontains que le parlementarisme, la liberté de la presse et la foi chrétienne permettront de réformer la France après le déclin moral qu’elle a connu du fait des Lumières, de la Révolution et de l’Empire. Il écrit un mémoire à propos de l’Essai sur l’indifférence de Lamennais, milite au Comité électoral pour la défense des intérêts religieux de Charles de Montalembert, fréquente Villeneuve-Bargemont et Armand de Melun, et entre dans le Cercle catholique fondé en 1841 par Frédéric Ozanam et Ambroise Rendu. Convaincu que la grandeur de la France renaîtra de sa mission de colonisation chrétienne du monde, Rameau fait plusieurs voyages en Algérie, y achète des terrains et des maisons, et publie avec son ami L. Binel, Aperçu sur la culture et la colonisation de l’Algérie , un vade-mecum du colon en Algérie fournissant « tous les éléments concrets permettant la mise en place d’un projet afin de pousser quelques hommes à porter personnellement en Afrique leurs capitaux et leur industrie ». Un moment tenté par la vie monastique, il lit Proudhon et les associationnistes Cabet et Considérant. Son rêve d’Algérie se teinte d’utopie sociale.

## Le révolutionnaire (1846-1851)

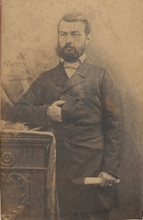
Edme Rameau de Saint-Père en 1850

Après la Révolution de 1848, un vent de liberté souffle sur la France. La presse parisienne et provinciale connaît un essor extraordinaire et les clubs se multiplient. Rameau écrit des articles dans L’Ère nouvelle, un quotidien créé par le père Lacordaire, l’abbé Maret et Frédéric Ozanam, qui est le premier organe de la démocratie chrétienne. Mais, après les journées de juin 1848, les républicains modérés perdent du terrain face au « parti de l’ordre » et aux « Montagnards ». Les catholiques se rangent du côté des conservateurs et le journal perd ses lecteurs. Ses rédacteurs les plus engagés se retrouvent dans la République universelle de Pierre Pradié. Rameau devient le gérant et l’administrateur de ce journal qui « marche sous la double bannière du socialisme et du christianisme » et défend une sorte de socialisme associationniste. Il devientproche d’Arnaud de l’Ariège qui fonde en août 1850 le Cercle de la démocratie catholique. Le personnalisme de Rameau le fait rejeter à la fois les théories réactionnaires holistiques qui voudraient rétablir un ordre vertical fondé sur la tradition d’un monde créé par Dieu, et les théories libérales ou socialistes laïques qui voudraient créer un ordre social horizontal collectif aux préoccupations matérialistes, coupé de toute spiritualité. Ni réaction morale ni simple progrès social. Rameau veut un progrès à la fois social et moral fondé sur les valeurs chrétiennes, la foi personnelle et une certaine providence divine. C’est avec ces préoccupations qu’il confronte son ultramontanisme aux penseurs traditionalistes Louis de Bonald, Augustin Bonnetty et Louis Eugène Marie Bautain, mais aussi à Saint-Simon et aux socialistes Fourier, Considérant, Cabet et Proudhon. Peu après le coup d’État du 2 décembre 1851, la République universelle est fermée par décret. Rameau manifeste son opposition en collant des affiches qui dénoncent la dictature et distribue à Châtillon-sur-Loire des bulletins de vote pour le « non » au plébiscite du 21 décembre 1851. Il est arrêté le 17 décembre et enfermé pendant près de deux mois dans la prison du château de Gien où son grand-père avait été maire pendant vingt ans. La grande expérience de liberté qu’a connue la France a débouché sur l’autocratie.

## La France aux colonies (1859)
À son dépit s’ajoute un chagrin d’amour. En visite chez sa cousine Clémentine Bichier des Âges, il tombe amoureux de sa fille. Le rejet abrupt de sa demande en mariage l’amène à se replier sur lui-même pendant une décennie, dans la prière et le travail intellectuel. Pendant deux ans, il écrit un essai sur l’œuvre de Proudhon, en particulier le Système des contradictions économiques ou Philosophie de la misère. Ce qui le séduit chez Proudhon, c’est qu’il élabore une théorie sociale tout en maintenant une vision de l’homme en tant qu’être libre et responsable. Fidèle à son postulat providentialiste et téléologique, Rameau veut faire de Proudhon un théoricien du socialisme chrétien en montrant que l’athéisme n’est pas indispensable à sa doctrine. Mais sa pensée est plus éloignée qu’il ne le présumait et continue d'évoluer. Rameau met de côté son manuscrit de 875 pages d’une écriture serrée. « Au contact de Proudhon, il a commencé à élaborer une philosophie et une théorie sociale qui lui sont propres et qu’il va continuer à développer à travers son travail d’historien. Ce sous-bassement théorique donnera à son œuvre historique une tonalité idéologique très particulière, à la fois moderne et réactionnaire. »
Rameau a constaté de graves défauts dans la politique coloniale française en Algérie, où il voit se répéter les erreurs qui ont mené à la perte du premier Empire colonial au XVIIIe siècle, principalement le Québec et l’Acadie. Afin d’éclairer les vices du système colonial français contemporain et d’empêcher la perte de l’Algérie, il se lance dans l’étude de l’histoire et de la démographie des Français du Canada. Et c’est avec un grand sérieux scientifique qu’il consulte les archives du Ministère de la Marine, échange avec des correspondants canadiens et réunit une documentation considérable. Il est frappé par l’accroissement rapide de la population au Canada français, qui contraste avec la morosité de la démographie française au XIXe siècle. Rameau l'explique par le fait que la société québécoise et acadienne est restée fidèle aux valeurs chrétiennes alors que la France s'est déchristianisée et ne se soucie que de commerce et d’industrie. Les cousins canadiens ont su garder la vigueur initiale de la souche française. Si son cheminement intellectuel l’a amené à s’intéresser de façon fortuite à l’histoire des Québécois et des Acadiens, le temps d’un livre, son œuvre prend vite une dimension morale de réparation de l’abandon que les Français d’Amérique du Nord ont vécu, des souffrances qu’ils ont subies sous la domination britannique, de l’indifférence froide des Français de métropole, et du désarroi des populations acadiennes qui souffrent d’une grave crise identitaire. Avec pragmatisme, Rameau fait des propositions pour le relèvement de la nation acadienne,.
La France aux colonies publié en 1859 est accueilli par les Canadiens français « avec un enthousiasme, une émotion et une reconnaissance demeurés sans exemple dans l’histoire des relations franco-canadiennes. Sans doute est-ce la première fois depuis la conquête que tout un livre, écrit par un authentique Français de France, était consacré non seulement au glorieux passé des anciennes colonies mais à une étude détaillée de l’actualité canadienne ou acadienne ». « En témoignant de leur courage dans le passé ainsi que de leur ténacité face à l’oppression et à l’injustice, Rameau rallume directement la fierté de ces Acadiens jusque-là méprisés et leur redonne confiance en l’avenir ». En 1860, Rameau se rend au Québec, en Acadie et aux États-Unis. Il rencontre avec émotion le peuple acadien. Ainsi à Bouctouche : « dans une chambre sombre, grande comme nos salles de ferme et éclairée par une seule chandelle, se tenaient assis ou debout, pressés les uns contre les autres, environ 50 hommes et une douzaine de femmes. Ils me firent parler de la France et eux parlèrent à leur tour de l’espérance qui est dans leur cœur [que les Français reviennent et chassent les Anglais] (…). Pendant que je discourais, je voyais dans la demi-obscurité les têtes pressées et tendues, les yeux ardents fixés sur moi. Quand je sortis avec eux, ils se pressèrent autour de moi sous le beau ciel étoilé et ils me prenaient les mains. » On s’est souvent interrogé sur les raisons qui ont poussé ce notable de province pendant quarante ans à étudier l’histoire des Acadiens et à œuvrer inlassablement au relèvement de leur nation. Peut-être y a-t-il le souvenir de son grand-oncle Jean Louis Rameau de Saint-Père qui a survécu à l’expédition de Kourou en 1763. Mais surtout, « Edme l’orphelin montre aux Canadiens français que la mère-patrie qui les a abandonnés, ils la portent en eux. Et, par cette projection sur eux, Edme se répare lui-même de la perte de ses parents dans sa petite enfance. »Rameau a dit aux Canadiens français ce qu’ils avaient besoin d’entendre pour prendre en main leur destin.

## Premières études leplaysiennes

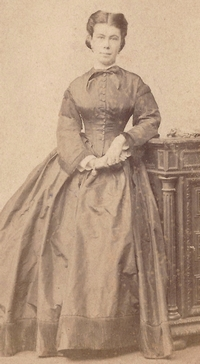
Thérèse Rameau vers 1880

Convaincu de la nécessité morale et sociale de créer une famille et d’avoir une nombreuse descendance, Rameau épouse en 1863 à Paris Thérèse Camusat, une jeune femme amatrice d’art et de théologie qui est issue d’une famille de négociants et de manufacturiers. Les naissances se succèdent à un rythme rapide. Rameau fait construire une gentilhommière à Adon où il possède de vastes domaines et donne à ce château le nom de Saint-Père, nom du château familial près de Cosne dont a hérité sa cousine Clémentine Bichier des Âges. Il y vit en châtelain avec sa femme et ses enfants, gérant ses domaines et continuant ses travaux historiques. Il devient maire d’Adon en 1869 et est réélu en 1881. Il participe à l’automne 1870 au Comité de défense du Cher en dirigeant la création de camps retranchés faits d’abattis et de redoutes dans les forêts afin d’empêcher les incursions de la  cavalerie prussienne. Il ressent douloureusement la mort de son frère en 1876. À la suite d'un chagrin d’amour de jeunesse, celui-ci était resté célibataire et avait vécu en dilettante.
Entre 1861 et 1865, Edme écrit dans L'Économiste français et se convertit à la doctrine de Frédéric Le Play qui répond à ses attentes car cette sociologie scientifique empirique propose « une construction idéologique et normative » reposant sur la religion, la famille, le patrimoine foncier et la hiérarchie sociale. L’élément moteur du devenir historique est, selon Rameau, la famille dont il entend faire une histoire démographique (la croissance), sociale (les mœurs), économique (la propriété foncière) et coloniale (l’émigration). « Les monographies de l’école leplaysienne ont tendance à confirmer de façon empirique les principes qui les inspirent. Ce fonctionnement circulaire caractérisera de plus en plus les travaux historiques de Rameau. »
Il se lance dans trois grands chantiers : l’histoire de la propriété foncière, celle de la colonisation et celle de l’Acadie. En étudiant l’histoire foncière de ses ancêtres à Adon, il développe la thèse d’un âge féodal idéal au XIVe siècle qu’il oppose au métayage que la bourgeoisie met en place par la suite. Rameau « donne au terme féodalité le sens nouveau de répartition idéale de la propriété foncière permettant à chaque famille d’user de sa liberté ». Se profilent en filigrane de son analyse historique les notions leplaysiennes d’état de stabilité sociale et de famille-souche, et l’utopie proudhonienne de la propriété idéale. Il voit dans l’ordre féodal un ordre sacré mis en place par la Providence divine. Rameau se présente en 1866 au concours pour le prix Léon Faucher de l’Académie des sciences morales et politiques qui porte cette année-là sur « le système colonial des peuples modernes ». Dans un manuscrit de 732 pages, il développe  en particulier une théorie de la colonie d’implantation qu’il approfondira ensuite dans Une colonie féodale : en envoyant leurs paysans en Amérique, les seigneurs français auraient reproduit là-bas les structures mentales et morales de la société féodale française. Celles-ci auraient permis aux premiers colons de survivre et expliqueraient la vitalité démographique et économique de la colonie. Paul Leroy-Beaulieu remporte le prix car sa synthèse est plus équilibrée, plus complète et moins chargée d’idéologie leplaysienne.

## Une colonie féodale en Amérique (1877 et 1889)

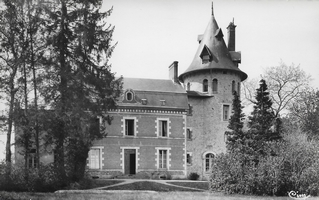
Château de Saint-Père à Adon

Défrichant un champ historique vierge, Rameau écrit Une colonie féodale en Amérique, la première histoire de l’Acadie s’appuyant sur des documents d’archives. Il publie en 1877 un premier tome allant des origines à 1712, en 1889 le tome révisé et un second allant jusqu’à 1889. La Nouvelle-France telle que la présente Une Colonie féodale est bien différente de celle que décrivait La France aux colonies. « L’idée féodale, en chassant l’idée libérale, entraîne au cœur de la construction historique une restructuration du temps et de l’espace. » Rameau s’appuie sur sa théorie de la colonie de transplantation et sur celle de l’histoire de la propriété foncière pour montrer comment la France a créé, au début du XVIIe siècle, une colonie « féodale » idéale qui s’est ensuite développée de façon autonome. Les désastres de 1713 et de 1763 ne seraient pas dus à la crise de l’État monarchique mais à la concentration de la propriété foncière en France qui aurait ralenti l’immigration vers la Nouvelle-France. Celle-ci était trop peu peuplée pour résister aux Anglais. Sous le travail historique richement documenté court « un discours qui en ses fondements se révèle utopique ». « À l’Acadie opprimée et rurale du XIXe siècle, Rameau substitue, par une contextualisation holistique moralisante, une Arcadie primitive et idyllique peuplée de colons idéaux vivant en harmonie avec la nature sous le signe de la Providence divine. C’est un mythe féodal et chrétien de la création qui renvoie à d’autres mythes fondateurs de l’Amérique. Et la valeur exemplaire de la démonstration s’inscrit dans le projet leplaysien de réforme de la société française après 1870. L’histoire doit inspirer la réforme sociale et morale dont la France vaincue a tant besoin. ». Cependant, « cette histoire met de côté des pans entiers du fonctionnement social (…). Trop axée sur la propriété rurale et la famille, elle néglige la classe, le groupement d’intérêts, ainsi que la société industrielle montante, avec ses villes, ses fortunes mobilières et son salariat. »
En 1887, Rameau prépare la seconde édition d’Une Colonie féodale. Il retourne au Canada en 1888 avec sa femme et sa fille Jeanne. Ils se rendent à Montréal, à Québec et en Acadie : « réceptions, banquets, honneurs de toutes sortes se succèdent. » On se presse partout pour le rencontrer, ce voyage est un triomphe. La Société royale du Canada l’a élu membre correspondant en 1884. L’Université Laval lui remet un doctorat honoris causa. « En Arcadie, c’est en tant que sauveur de la nation qu’il est accueilli. » Ils visitent les centres français de la Nouvelle-Angleterre et de l’Acadie. Edme constate les progrès accomplis depuis 1860. « L’augmentation des paroisses, la fondation de nouvelles écoles, l’accroissement d’une population vigoureuse : tout cela remplit son cœur de joie. » Sa conférence du 8 novembre 1888 prélude à la création de la Société canadienne d’économie sociale qui diffusera pendant une vingtaine d’années la pensée leplaysienne au Canada. Une Colonie féodale publié à son retour connaît une large diffusion au Québec et en Acadie et marque les esprits. Rameau y trace une « feuille de route » destinée à l'élite acadienne . L'ouvrage fait l'objet de quelques critiques. C'est le cas en 1877-1878 de la polémique avec l'historien américain disciple de Bancroft Francis Parkman dont l'histoire politique et militaire du Canada veut démontrer la supériorité de la modernité anglo-saxonne sur l'« absolutisme français » et considère comme légitime la déportation des Acadiens. Rameau lui oppose une histoire sociale et religieuse de la Nouvelle France s'appuyant sur une enquête minutieuse du pays acadien et sur des études statistiques précises. Traditionaliste, elle définit la nation acadienne par « son histoire, son héritage et sa vocation spirituelle » et s'interroge sur son projet.

## L’action politique en faveur des Québécois et des Acadiens

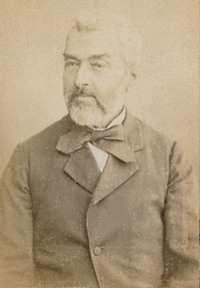
Edme Rameau de Saint-Père en 1886

Entre 1859 et 1899, Rameau joue également un rôle politique de premier plan dans la Renaissance acadienne. Il reçoit chez lui des Canadiens, entretient une abondante correspondance, use au besoin de ses relations à Paris et à Rome dans les milieux politiques, l’université ou le clergé. Il se lie avec de nombreux intellectuels, notamment ceux de l'école littéraire de Québec comme Henri-Raymond Casgrain. « Le rôle qu’a joué Rameau dans le réveil du peuple acadien est indéniable. Il a été mêlé de près ou de loin aux grands projets de société en Acadie durant la seconde moitié du XIXe siècle : au mouvement de colonisation de certaines régions, au développement d’un système d’éducation collégiale ou universitaire, à la fondation de journaux et ainsi d’une presse acadienne, à l’épanouissement d’un clergé acadien, [à l’instauration de liens avec l’Alliance française], à l’organisation des conventions nationales, à la création de la Société nationale l’Assomption (la future Société nationale de l’Acadie), ainsi qu’à l’adoption d’une patronne, d’un hymne et d’une fête nationale », un vœu qui se réalisera lors des Conventions nationales acadiennes. En 1867 est fondé le premier journal francophone acadien, Le Moniteur acadien. 
Pour remédier au danger d’assimilation dû à la présence d'un clergé anglophone, Rameau préconise la « dualité du clergé » justifiée par la « dualité des langues » ; cela implique la nécessité d’avoir des paroisses françaises distinctes, et d’en créer de nouvelles pour la colonisation par les Acadiens des terres fertiles disponibles en Acadie. Cette colonisation est devenue indispensable pour freiner la forte émigration acadienne vers les États-Unis, surtout après 1860. « Ainsi naissent les petites villes de Bouctouche, Paquetville, Rogersville, Acadieville, Carleton, etc. témoins de cette vaste entreprise réalisée grâce à l’enthousiasme de prêtres dynamiques tels que Mgr Marcel-François Richard et les pères Paquette, Belcourt, Girouard, Robert, Michaud, etc. Rameau correspond régulièrement avec l’élite acadienne et la soutient dans l’action par ses conseils et ses dons. » Il est secondé dès 1876 par l’abbé Eugène R. Biron, un Français qui se met au service des Acadiens après avoir lu son livre. Rameau sert d’intermédiaire entre le clergé et Napoléon III pour des dons liés notamment à l’éducation. Il lui adresse une pétition en 1863 demandant l’envoi par la France d’un prêtre qui ferait office de maître d’école à Bouctouche. Rameau est aussi « un ardent propagandiste de la cause acadienne en France en créant des « Cercles d’Acadie » et en collectant des fonds pour la colonisation. […] Son œuvre dépasse donc largement l’aspect historique de ses livres car il participe à l’évolution de tout un peuple en l’aidant à redécouvrir de nouvelles raisons d’espérer ».
Après 1889, Rameau continue d’écrire des articles et de donner des conférences. Il est très atteint par la mort de son fils de 17 ans en 1891. Pendant la décennie qui suit, la vision du maître reste prégnante au Canada. En 1894, il joue un rôle de médiation entre la Société de colonisation du Témiscamingue et ses sociétaires français qui ont été recrutés via les Amis du Canada. Rameau est au cœur de toutes les polémiques et initiatives liées au renouveau acadien. Les enjeux sont alors la colonisation des terres intérieures du Nouveau-Brunswick et l’acadianisation de l’Église, la création d’un évêché acadien. Rameau fait construire une tour au château de Saint-Père en 1897. C’est la dernière étape de « son projet familial, patrimonial et social de créer avec sa jeune épouse au château de Saint-Père une « seigneurie féodale » qui s’inspire d’une France originelle, idéale ». C’est là qu’il meurt le 15 décembre 1899. Il est enterré à Adon. Sa femme Thérèse Camusat lui survivra vingt-six ans entre son appartement parisien de la rue du pré-aux-Clercs et le château d’Adon où ses enfants viendront passer les vacances d’été.

## La postérité d’Edme Rameau de Saint-Père
Après la mort de Rameau, ses papiers sont placés dans des malles dans la tour du château. Sa fille Solange s’occupera de perpétuer sa mémoire en écrivant des articles et en faisant des dépôts d’archives au Canada. En Amérique, Rameau a connu dans les années 1880-1900 une « extraordinaire popularité ». Elle était due à son dévouement, à sa personnalité chaleureuse mais aussi à « sa parfaite et sincère connivence avec l’Amérique française, en particulier avec ses dirigeants, clercs et laïcs ».  « La petite bourgeoisie canadienne et acadienne aux prises avec l’industrialisation et l’urbanisation », découvrait sa légitimité, le clergé en particulier dont les visées, bien qu’ennoblies par la mission pastorale, n’excluaient pas le pouvoir social ». Rameau de Saint-Père « est en Acadie le père de l’historiographie traditionnelle, c’est-à-dire providentialiste et ethnocentrique et, en quelque sorte, le grand-père de l’historiographie néo-nationaliste, en dépit du révisionnisme laïc et moderniste qui la caractérise ». Si Rameau n’est pas « à l’origine du vieux nationalisme acadien, fondé sur le providentialisme et le traditionalisme, il en a assemblé les éléments épars en une doctrine cohérente, il lui a accordé l’aval prestigieux d’un intellectuel de la vieille Europe et il lui a conféré, en quelque sorte, la consécration de l’histoire ». Au Québec également, il est cité comme « l’un des pivots des relations franco-canadiennes, comme un des témoins privilégiés de l’évolution du Canada français et comme un précurseur de l’intelligentsia québécoise ». « Son legs se mesure au fait que, même aujourd’hui, les débats sur l’acadianité se réfèrent souvent, de façon directe ou indirecte, à l’œuvre et à l’action d’Edme Rameau de Saint-Père, un des pères spirituels de la nation acadienne ».

## Descendance
Trois filles d’Edme Rameau de Saint-Père et de Thérèse Camusat ont atteint l’âge adulte : Marie-Louise, Jeanne et Solange. Marie Louise Rameau de Saint-Père (1866-1887) a épousé Pierre Dubois de la Sablonière (1856-1935), un avocat à la Cour d’appel de Bourges dont elle a eu deux enfants. Solange Rameau de Saint-Père (1881-1955) a épousé Félix Decencière-Ferrandière (1871-1956), inspecteur principal des eaux et forêts. Ils ont eu trois enfants. Jeanne Rameau de Saint-Père (1868-1940) a épousé Eugène Millou, inspecteur de l’Enregistrement et auteur dramatique. Ils ont eu trois fils dont François Millou, philosophe et mathématicien.

## Œuvre

### Ouvrages
- E. Rameau et L. Binel, Aperçu sur la culture et la colonisation de l’Algérie, suivi d’un plan d’établissement agricole, Paris, T. Barrois, 1844, 196 p. (lire en ligne).
- Edme Rameau, La France aux colonies : études sur le développement de la race française hors de l'Europe. Les français en Amérique : Acadiens et Canadiens, vol. 2 t., Paris, A. Jouby, 1859, XXXIX-355 p. (lire en ligne).
- E. Rameau et Pinguelet, Défense nationale. Fortifications forestières. La guerre sous bois et dans les haies, Bourges, Piguelet, 1871, 15 p. (lire en ligne).
- M. Rameau, Une colonie féodale en Amérique: l’Acadie 1604-1710, Paris, Didier, 1877, XXXIV-367 p. (lire en ligne).
- Edme Rameau de Saint-Père, Une colonie féodale en Amérique: l’Acadie 1604-1881, vol. 2 vol., Paris, Plon, 1889, 790 p., (volume1) ; (volume2).
- Edme Rameau, Mémoire sur l'origine des grandes propriétés foncières en France, E. Leroux, 1893.
- Edme Rameau, Le Recensement canadien de 1891, ses inexactitudes et ses altérations au point de vue français, Paris, impr. de Chaix, 1894, 59 p. (lire en ligne).

### Articles et conférences (sélection)
- L’Ere nouvelle. Conciliation dans les principes, Paris, 1848-1849 : nombreux articles.
- La République universelle, Paris, 1850-1851 : nombreux articles.
- L’Économiste français, Paris : une vingtaine d'articles entre 1861 et 1865 .
- « Lecture sur le patriotisme », Echo du Cabinet de Lecture paroissial,‎ 1861, p. 4-5, 12-15, 28-30, 37-39.
- « La Race française en Amérique. Lecture au Cabinet de Lecture paroissial, séance de mardi, 23 octobre 1860 », Écho du Cabinet de Lecture paroissial,‎ 1860, p. 325-330, 339-346.
- Notes historiques sur la colonie canadienne de Détroit : lecture prononcée par Mr. Rameau à Windsor sur le Détroit, comté d'Essex, C.W. le lundi 1er avril 1861, Montréal, J.B. Rolland & fils, libraires-éditeurs, 1861, 68 p. (lire en ligne).
- « De la confédération des provinces anglaises de l'Amérique du Nord », Le Correspondant, no 28,‎ 25 février 1865, p. 349-378.
- « Situation religieuse de l'Amérique anglaise », Écho du cabinet de Lecture paroissial,‎ 1866, p. 326-328 (lire en ligne).
- « Rapport sur le rôle de la race française dans la colonisation du Canada. Séance du 26 janvier 1873 », Bulletin. Société internationale des études pratiques d'économie sociale, no 4,‎ 1872-1875, p. 46-64 (lire en ligne).
- « Des diverses formes sous lesquelles s’est accomplie au Moyen Age la division de la propriété », Bulletin. Société internationale des études pratiques d'économie sociale - Conférence du 11 mars 1877, vol. Tome IV (sessions de 1873 à 1875),‎ 1875, p. 618.
- « Histoire d’une famille de petits propriétaires du Gâtinais depuis le commencement du XVIe siècle jusqu’à nos jour », Bulletin de la Société internationale des études pratiques d’économie sociale, vol. t. IV,‎ 1875, p. 714-752 (lire en ligne).
- « Observations sur l'organisation des anciens ateliers agricoles en France », Bulletin. Société internationale des études pratiques d'économie sociale - Conférence du 27 février 1876, vol. tome V,‎ 1875-1877, p. 184-189 (lire en ligne).
- « La Littérature canadienne », Congrès bibliographique international (Paris, 1878),‎ 1879, p. 213-220 (lire en ligne).
- « Histoire et régime de la propriété foncière en Europe », Bulletin du Comité des travaux historiques et scientifiques. Section des sciences économiques et sociales,‎ 1885, p. 56-71 (lire en ligne).
- « Études historiques. Mémoires sur la division de la propriété en France », La Revue Canadienne,‎ 1885, p. 471-485.
- « Le Développement et l'avenir des Canadiens français », La Réforme sociale, vol. 4, no IX,‎ 15 mars 1885, p. 305-321 (lire en ligne).
- « Les Cantons du nord de la province de Québec. Conférence à l'Institut canadien de Québec (15 octobre 1888) », Annuaire de l'Institut Canadien de Québec, no 13,‎ 1889, p. 7-17.
- « Du mouvement de la population catholique dans l'Amérique anglaise », Revue française de l'étranger et des colonies, vol. XII, no 102,‎ 15 septembre 1890, p. 338-347 (lire en ligne).
- « L'Expansion des Franco-Canadiens et la colonisation française en Algérie », La Réforme sociale.  Bulletin de la Société d'économie sociale. Séance du 1er déc. 1889,‎ 1889, p. 654-667 (lire en ligne).
- « La Progression comparée des populations anglaises et françaises dans l'Amérique du Nord », Revue française de l'étranger et des colonies, vol. XII, no 100,‎ 15 août 1890, p. 213-219 (lire en ligne).
- « Colonies canadiennes (Province d'Ontario et États-Unis) », Revue française de l'étranger et des colonies, vol. XIII, no 116,‎ 15 avril 1891, p. 449-457; XIV, 121 (lire en ligne).
- « Recensement du Canada en 1891 », Revue française de l'étranger et des colonies, vol. XIV, no 127,‎ 1er octobre 1891, p. 405-409 (lire en ligne).
- « Mémoire sur l'origine des grandes propriétés foncières en France », Bulletin. Comité des travaux historiques et scientifiques. Section des sciences économiques et sociales,‎ 1er sem. 1892, p. 94.
- « Mémoire sur les chartes censives du XIe siècle dans quatre châtellenies (Oise, Cher, Aube et Orne) », Bulletin. Comité des travaux historiques et scientifiques. Section des sciences économiques et sociales, Séance du 19 avr. 1895,‎ 1895, p. 218-235 (lire en ligne).

## Archives
- Le fonds d'archives François-Edme Rameau de Saint-Père à la Bibliothèque et Archives nationales du Québec[62].
- Le fonds d'archives François-Edme Rameau de Saint-Père au Centre d'études acadiennes Anselme-Chiasson à l'Université de Moncton[63]